# Hubert Ansiaux
 (avril 2012).
Le baron Hubert Ansiaux (né à Ixelles le 24 novembre 1908 et mort à Uccle 9 avril 1987) est un banquier belge, gouverneur de la Banque nationale de Belgique et président du Conseil d'Administration de l'Université libre de Bruxelles.

## Éducation
Diplômé de l’École de Commerce Solvay en 1930, Hubert Ansiaux commence sa carrière dans une petite compagnie d'assurance avant de rejoindre, en 1934, la Banque Nationale de Belgique. 

## Carrière
Au sein de la Banque nationale de Belgique, Hubert Ansiaux prend en charge, dès 1939, la planification de l’évacuation des avoirs de la banque pour le cas où la guerre éclaterait. Il parvient en 1940 à déposer auprès de la Banque d’Angleterre les éléments qu’il a pu sauvegarder. Au service du ministre des finances Camille Gutt, il participe à l'élaboration de la politique monétaire d'après-guerre. Dans ce cadre, et après avoir été nommé directeur de la Banque Nationale de Belgique en 1941, Hubert Ansiaux négocie la parité d'après-guerre avec les autorités alliées. À la Libération de la Belgique, Hubert Ansiaux met en place les réformes liées au Plan Gutt (« Opération Gutt ») d'assainissement monétaire.
De 1946 à 1948, Hubert Ansiaux siège au conseil de direction du Fonds monétaire international où il plaide pour une libéralisation des échanges et la mise en place d'un système garantissant la convertibilité des devises. Impliqué dans les négociations relatives au Plan Marshall, il est nommé président du Comité des Paiements de l'Organisation Européenne de Coopération Économique (OECE). Hubert Ansiaux est nommé vice-gouverneur de la Banque Nationale de Belgique en 1954. À la suite du départ de Maurice Frère en 1957, Hubert Ansiaux devient gouverneur de la Banque Nationale de Belgique. À ce poste, il adopte toujours une position « pro-Europe » et plaidera pour la création d'une monnaie unique. Démissionnaire en 1971, Hubert Ansiaux conserve des mandats dans plusieurs sociétés telles que la Canadian Imperial Bank ou Petrofina et sera Administrateur de la Banque des Règlements Internationaux.
En plus de sa carrière dans le milieu financier, Hubert Ansiaux a à cœur de promouvoir la recherche scientifique, notamment en créant la Fondation cardiologique et acceptant la vice-présidence du Conseil National de la Politique scientifique. Enfin, il préside le conseil d'Administration de l'Université libre de Bruxelles.

## Hommages et distinctions
- Le titre de baron lui est conféré le 24 octobre 1969 par le roi Baudouin Ier de Belgique.
- Grand officier de l'ordre d'Orange-Nassau en 1961 (Pays-Bas).